# Paradosso del gatto imburrato

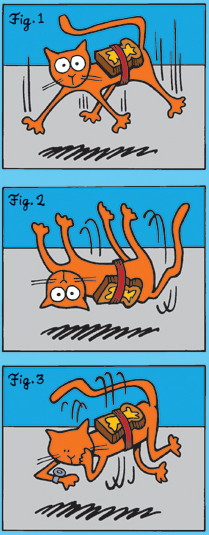
Vignetta umoristica sul paradosso del gatto imburrato

Il paradosso del gatto imburrato (in inglese Buttered cat paradox) è un paradosso, inventato dallo statunitense John Frazee a scopo goliardico, per un concorso organizzato nel 1993 dalla rivista Omni, il quale dimostrerebbe come sia possibile arrivare al moto perpetuo. Tuttavia l'applicazione delle due leggi sulle quali si basa il paradosso non ha validità scientifica, ed è stata inventata a scopo umoristico: il paradosso quindi non è tale.

## Enunciato
Il paradosso è basato sulla combinazioni di due "leggi":
- Un gatto cade sempre sulle zampe, ossia cade sempre in piedi e mai sulla schiena.
- Una fetta di pane imburrata cade sempre dalla parte del burro (derivata dalla Legge di Murphy)[3].

Assunte queste due leggi come valide, basterebbe prendere un gatto e legare una fetta di pane imburrato sul suo dorso.
Prendendolo e lasciandolo cadere, il gatto tenderebbe ad atterrare sulle zampe, mentre la fetta di pane imburrato tenderebbe a cadere dalla parte del burro; si creerebbe quindi un moto perpetuo in cui sia il gatto sia la fetta di pane continuerebbero a ruotare all'infinito. Essendo infatti impossibile che tocchi terra contemporaneamente sulle zampe e sulla parte imburrata, il gatto rimarrebbe a mezz'aria, opponendosi alla forza di gravità.

## Punto di vista scientifico
Il fatto che un gatto riesca, con buona frequenza e purché lo spazio di caduta sia sufficiente, a girarsi in modo da cadere sulle zampe è un fatto scientificamente attestato, ma non costituisce comunque la totalità dei casi.
Il fenomeno secondo cui la fetta di pane cadrebbe sempre dalla parte imburrata viene spesso fatto risalire alle Leggi di Murphy: questo porterebbe a credere che si tratti di un mero luogo comune. Tuttavia, dal punto di vista fisico la caduta di una fetta di pane imburrato non è assimilabile al lancio di una moneta, che produce risultati mediamente equiripartiti fra "testa" e "croce". La fetta di pane imburrato, infatti, non è "equilibrata": la maggiore densità del burro rispetto al pane fa sì che il baricentro del sistema non coincida con il centro geometrico del sistema fetta+burro; la spinta fluidostatica che si esercita sulla fetta, quindi, non ha momento nullo nel baricentro, e può determinare una rotazione della fetta in modo da portare il baricentro al di sotto del centro di spinta fluidostatica (in altre parole, girare la fetta con la parte imburrata sotto). La fetta di pane imburrato ha un momento d'inerzia molto maggiore e soprattutto non viene "lanciata" come una moneta. Se la fetta cade dal bordo di un tavolo, ad esempio, la presenza o meno del burro è sostanzialmente irrilevante: quando la fetta viene fatta scivolare sul piano del tavolo finché il baricentro oltrepassa l'orlo del tavolo, la parte della fetta che ha già superato l'orlo inizia a cadere prima della parte che ancora tocca il tavolo, e questo imprime alla fetta una rotazione iniziale; è facile verificare che il tempo che la fetta impiega a toccare terra non è sufficiente a farle compiere una rotazione completa, ma è sufficiente a compierne mezza: quindi, la faccia superiore della fetta di pane sarà rivolta verso il pavimento (e, dal momento che quando la fetta è sul tavolo il lato imburrato è quello superiore, sarà quel lato a toccare terra). È stato calcolato che affinché la fetta possa compiere un giro completo, atterrando quindi sul lato non imburrato, dovrebbe cadere da un'altezza da terra superiore ai 3 metri.
In conclusione, il comportamento "non casuale" del gatto e quello della fetta imburrata, separatamente, sono fatti reali e non leggende metropolitane. Tuttavia, è falso che un gatto cada sempre sulle zampe, ed è falso che una fetta di pane cada sempre dal lato imburrato (si noti che il "paradosso" si basa proprio sull'assunzione assiomatica che le due circostanze si verifichino nel 100% dei casi). Oltre a questo, è evidente che quando si attacca la fetta al gatto il comportamento che avrebbe la stessa fetta imburrata "in caduta libera" diventa del tutto irrilevante, dato che la massa del gatto è molto maggiore ed è il moto del gatto a determinare quello della fetta, non viceversa. La "sovrapposizione" dei due comportamenti ipotizzata nel "paradosso" non ha quindi nulla a che fare con ciò che si verifica in realtà.

## Esperimenti
Alcune persone sostengono scherzosamente che l'esperimento produrrebbe un effetto antigravitazionale. Dicono, inoltre, che il gatto, una volta lasciato cadere, rallenterebbe ed inizierebbe a ruotare fino a raggiungere una situazione stazionaria: la rotazione ad alta velocità ad una piccolissima distanza dal suolo durante la quale sia il lato imburrato del pane, sia le zampe tentano di toccare terra senza riuscirci.
Nel giugno del 2003, Kimberly Miner ha vinto uno Student Academy Award per il film da lei prodotto ed intitolato Perpetual Motion. Miner ha basato il film su un testo scritto da un suo amico del liceo che rifletteva sulle potenziali conseguenze che avrebbe comportato l'effettuazione dell'esperimento del gatto imburrato.